# Udo Jesionek
Udo Jesionek (* 19. November 1937 in Berlin) ist ein österreichischer Jurist, ehemaliger Präsident des Jugendgerichtshofes Wien und langjähriger Präsident der Verbrechensopferhilfeorganisation Weißer Ring.

## Leben
Udo Jesionek absolvierte nach der Volks- und Untermittelschule eine Werkzeugmacherlehre, die er mit der Facharbeiterprüfung 1955 abschloss. Nach der Externistenreifeprüfung 1957 folgte ein Studium an der Universität Wien (Staatswissenschaften, dann Rechtswissenschaften). Die Promotion zum Doktor der Rechtswissenschaften erfolgte im Mai 1962. Am 1. Juli 1962 wurde er zum Richteramtsanwärter zugelassen und legte 1965 die Richteramtsprüfung mit ausgezeichnetem Erfolg ab. Am 1. März 1965 wurde er als Richter ernannt. Er war Richter bei verschiedenen Bezirksgerichten in Niederösterreich, beim Strafbezirksgericht sowie beim Landesgericht für Strafsachen Wien (zuletzt als Vizepräsident). Am 1. Jänner 1982 wurde er zum Präsidenten des Jugendgerichtshofes Wien ernannt. Seit dem 31. Dezember 2002 befindet er sich im Ruhestand.
Zahlreiche Studienreisen führten ihn ins europäische Ausland, in die USA und nach Japan. 

## Funktionen
- Honorarprofessor für Jugendstrafrecht und Strafvollzug an der Johannes Kepler Universität Linz[2]
- Lehrtätigkeit an verschiedenen anderen Universitäten und Fachhochschulen[3]
- Ständiges Mitglied und Rechnungsprüfer der österreichischen Juristenkommission[3]
- Vorstandsmitglied des österreichischen Juristentags[3]
- Ständiges Mitglied der „Gesellschaft für die gesamte Kriminologie“ (nunmehr: Kriminologische Gesellschaft)[3]
- Mitglied des Kuratoriums des Nationalfonds der Republik Österreich für Opfer des Nationalsozialismus[4]
- Mitglied der Kommission der Unabhängigen Opferschutzanwaltschaft („Klasnic-Kommission“)[5]

## Frühere Tätigkeiten
- 1970–1984: Vorsitzender der Bundessektion Richter und Staatsanwälte in der Gewerkschaft öffentlicher Dienst[6]
- 1974–1983: Präsident der Vereinigung der österreichischen Richter[7]
- 1974–1985: Mitglied des Beirates des Vereins für Rechts- und Kriminalsoziologie. Vorstandsmitglied der AIDP
- 1975–1984: Stellvertretender Vorsitzender der Zivildienstkommission beim Bundesministerium für Inneres und Vorsitzender der für die Bundesländer Salzburg, Oberösterreich und Wien zuständigen Kommissionen[7]
- 1979–1999: Stellvertretender Obmann des Vereins für Bewährungshilfe und soziale Arbeit[7]
- 1980–1984: Gründungsmitglied und Vizepräsident des Vereins für Sachwalterschaft[3]
- 1980–2011: Obmann des österreichischen Gustav-Adolf-Vereins[8]
- 1981–2024: Präsident der Verbrechensopferhilfeorganisation Weißer Ring[7]
- 1982–2002: Präsident des Jugendgerichtshofs Wien[6]
- 1985–2002: Prüfungskommissär der Richteramtsprüfungskommission beim Oberlandesgericht Wien[3]
- 1987–1995: Vorsitzender der Kommission zur Wahrung des Rundfunkgesetzes[7]
- 1992–1999: Vorstandsmitglied des Vereins für Sachwalterschaft[3]
- 1999–2008: Mitglied des Menschenrechtsbeirates im Bundesministerium für Inneres[9]
- 2010–2019: Vorsitzender des Gremiums Hilfe für Opfer von Gewalt in Einrichtungen der Wiener Jugendwohlfahrt[10]
- stellvertretender Gleichbehandlungsbeauftragter der Evangelischen Kirche

weitere Mitgliedschaften:
- Mitglied des Proponentenkomitees des österreichischen Instituts für Friedensforschung und Friedenserziehung
- Obmann des Häftlingsfürsorgevereins „Das Ziel“
- Vorsitzender des Vollzugsbeirates beim Bundesministerium für Justiz
- Gründungsmitglied des österreichischen Kinderschutzbundes
- Vorsitzender des Personalsenats der Evangelischen Kirche A.B. und H.B.

## Ehrungen
- Hans-Czermak-Preis (1993)[11]
- „Osman“ für Verdienste um die Integration der 2. Generation der türkischen Migranten (1996)[3]
- Großes Silbernes Ehrenzeichen für Verdienste um das Land Wien (1998)[3]
- Silbernes Ehrenzeichen des Landes Oberösterreich (2001)[3]
- Großes Silbernes Ehrenzeichen für Verdienste um die Republik Österreich (2008)[12]
- „Goldener Löwe“ des Lions Clubs Wien Host (2010)
- Goldenes Doktordiplom der Universität Wien (2011)[13]
- Große Goldene Ehrenzeichen für Verdienste um die Republik Österreich (2024)[14]

Er ist Ehrenpräsident des Weißen Rings, Ehrenmitglied u. a. des Vereins für Bewährungshilfe und soziale Arbeit, der österreichischen Albert-Schweitzer-Gesellschaft, des Vereins „Die Möwe“, des Vereins „Tender“, der „Initiative Pflegefamilien“ und von „jus alumni“, im Board of Trustees der österreichisch-jordanischen Freundschaftsgesellschaft und Mitglied des Ehrenkomitees des Österreichischen Kinderschutzpreises.

## Publikationen
Jesionek ist Autor zahlreicher Publikationen, insbesondere auf dem Gebiet des Strafrechts, Strafverfahrens- und Strafvollzugsrechtes, der Jugendgerichtsbarkeit (Jugendstrafrecht, Jugendwohlfahrts-/Kindschaftsrecht), der Kriminologie (insbesondere Pönologie und Viktimologie) sowie zu gesellschaftspolitischen Themen. Herausgeber von Kommentaren, Allein- bzw. Mitherausgeber von Festschriften und Sammelbänden sowie Autor zahlreicher Entscheidungs- und Buchbesprechungen in juristischen Fachzeitschriften.
Kommentierte Gesetzesausgaben und Lehrbücher:
- Weingesetz. Das österreichische Weingesetz und seine praktische Anwendung (Weingesetz 1961), Juridica Kurzkommentare, Juridica-Verlag 1972 (gemeinsam mit Konrad Brustbauer)
- Das Lebensmittelgesetz 1972. Gesetzesausgabe mit Kommentar und Sammlung weiterhin bedeutsamer Entscheidungen, Österreichische Staatsdruckerei 1976 (gemeinsam mit Konrad Brustbauer, Friedrich Petuely und Karl Wrabetz)
- Richterdienstgesetz. Manz’sche Sonderausgabe Nr. 54, Manz’sche Verlags- und Universitätsbuchhandlung 1982 (gemeinsam mit Herbert Spehar)
- Richterdienstgesetz. Manz’sche Sonderausgabe Nr. 54a, Manz’sche Verlags- und Universitätsbuchhandlung 1989 (gemeinsam mit Herbert Spehar)
- Richterdienstgesetz (RDG). Manz’sche Sonderausgabe Nr. 54a, Kommentar zum RDG und GOG. Zweite völlig neu bearbeitete Auflage 1995, Manz’sche Verlags- und Universitätsbuchhandlung 1995 (gemeinsam mit Herbert Spehar und Wolfgang Fellner)
- Jugendgerichtsgesetz 1988. Juridica-Kurzkommentar, Juridica-Verlag 1988 (gemeinsam mit Kurt Held)
- Jugendgerichtsgesetz 1988. Juridica-Kurzkommentar, Juridica-Verlag 1994
- Das österreichische Jugendgerichtsgesetz. JGG idF StPO-Novelle 1999, Verordnungen, Erlässe, mit ausführlichen Erläuterungen, 2., neu überarbeitete Auflage, Juridica Verlag 2000
- Das österreichische Jugendgerichtsgesetz. JGG idF Jugendstrafrechts-Novelle 2001, Sonderstrafrecht für „Junge Erwachsene“, Verordnungen, Erlässe, 3. neu überarbeitete Auflage, Juridica Verlag 2001
- Das österreichische Jugendgerichtsgesetz. JGG und alle wichtigen Nebenbestimmungen, Rechtsprechung, ausführliche Kommentierung, 4., komplett neu bearbeitete Auflage, Juridica-Verlag 2010 (gemeinsam mit Mag. Christa Edwards)
- Strafrecht Allgemeiner Teil II. Lehrbuch samt Glossar, Johannes Kepler Universität Linz, Linzer Rechtsstudien, 1. Auflage 2004, 2. Auflage 2007, 3. Auflage 2008, 4. Auflage 2010